# Король Ральф
«Король Ральф» (англ. King Ralph) — кинокомедия Дэвида Уорда, снятая в 1991 году. Представляет собой вольную экранизацию романа Эмлина Уильямса «Очертя голову», действие которого перенесено из 1930-х в начало 1990-х годов.

## Сюжет
Несчастный случай приводит к гибели всей британской королевской семьи. Тщательные поиски архивистов и генеалогов позволяют найти единственного живущего человека, который имеет хотя бы какое-то отношение к пресекшейся династии Уиндхемов (Windham) — американца Ральфа Джонса (Ralph Johnes), тапёра из Лас-Вегаса. К нему приставляют личного секретаря, Седрика Уиллингема (Cedric Charles Willingham), опытнейшего придворного и истинного джентльмена, перед которым стоит задача научить Ральфа вести себя, как подобает настоящему монарху.
Поначалу Ральф пытается противиться правилам Букингемского дворца: никаких женщин, только официальные приёмы, много дел, а главное, нельзя побыть самим собой, как когда-то в Лас-Вегасе — и, разумеется, то и дело попадает впросак. Лорд Персиваль Грэйвз, тоже имеющий какое-то отношение к одной из предыдущих королевских династий и мечтающий сам занять престол, всячески пытается продемонстрировать и премьер-министру, и двору, что Ральф — никуда не годный грубиян и некультурный американец, парвеню, которого надо гнать с королевского трона. Но Ральфу дают «последний шанс». Тогда Грэйвз решает скомпрометировать незадачливого монарха с помощью Миранды — девушки, которую новый король, на несколько часов сумевший инкогнито сбежать из Букингемского дворца, увидел в стрип-баре.
Миранда, получив шанс помочь своей небогатой семье деньгами, соглашается подыграть лорду Грейвзу. Однако в процессе общения между Ральфом и Мирандой зарождается настоящая любовь. Миранда, не желая причинять вред Ральфу, отказывается участвовать в готовящейся провокации и возвращает деньги, но процесс компрометации уже запущен.
Сам Ральф, человек, не слишком хорошо образованный и воспитанный, но порядочный, гордый и умный, вполне отдаёт себе отчёт в том, что не годится в короли. Припомнив некоторые разговоры и сопоставив детали, король вытягивает из одного из своих секретарей признание: в ходе поисков был обнаружен и другой претендент. Он имел практически равные с Ральфом права на престол, но настоятельно просил отказаться от его кандидатуры, поскольку не решался принять на себя столь высокую ответственность. Вторым представителем угасающей династии оказывается не кто иной, как Седрик Уиллингем, личный секретарь короля Ральфа, его ближайший помощник и наставник.
«Милостью Божьей король Великобритании и Северной Ирландии, глава Содружества, защитник веры» Ральф I обращается к парламенту с речью, в которой отрекается от престола. Но перед этим, предъявив целую серию доказательств, Ральф убедительно обличает лорда Грэйвза в кознях и действиях, позорящих Великобританию. Прямо в Палате лордов сотрудники Скотланд-Ярда арестовывают Грейвза по обвинению во вмешательстве в порядок наследования престола на основании Закона о государственной измене, подписанного в 1702 году королём Вильгельмом III (Ральфу, который, по его собственному полушутливому утверждению, «ещё полгода назад не знал, где находится Англия», приходится поднапрячься и даже использовать приёмы мнемотехники, чтобы вспомнить детали английской истории, но личный секретарь хорошо его подготовил). После чего Ральф представляет парламенту и народу своего преемника — сэра Седрика Чарльза Уиллингема, короля Седрика I.
Сложив монаршие полномочия, Ральф едет к Миранде и предлагает попробовать начать всё заново, на что она с радостью соглашается.
Проходит несколько лет. Заключительная сцена фильма показывает Ральфа, герцога Уорренского (Third Duke of Warren; король Седрик присвоил ему титул), исполняющего со своей музыкальной группой (The Dukettes, «Герцогиньки») песню в студии звукозаписи в его собственном дворце. Его слушает Миранда, рядом с которой сидит маленький мальчик — очевидно, их сын, судя по всему, тоже Ральф, ставший новым королём после бездетного Седрика (в титрах указан персонаж «baby Ralph II»).

### В ролях
| Актёр            | Роль                                                                                              |
| ---------------- | ------------------------------------------------------------------------------------------------- |
| Джон Гудмен      | Ральф Джонс, король Ральф I, впоследствии Ральф Хэмптон Гэйнсворс Джонс, третий герцог Уорренский |
| Питер О’Тул      | сэр Седрик Чарльз Уиллингем, личный секретарь короля, впоследствии король Седрик I                |
| Джон Хёрт        | лорд Персиваль Грэйвз                                                                             |
| Камилла Кодури   | Миранда Грин, впоследствии Миранда Джонс, герцогиня Уорренская                                    |
| Ричард Гриффитс  | Дункан («Данк») Фипс, помощник личного секретаря                                                  |
| Найолл О’Брайен  | Томми Макгуайр, офицер службы безопасности                                                        |
| Лесли Филлипс    | Гордон, дворцовый лакей, сообщник лорда Грэйвза                                                   |
| Джоэли Ричардсон | принцесса Анна Финляндская                                                                        |
| Джулиан Гловер   | Густав, король Финляндии                                                                          |
| Джуди Парфитт    | Катрин, королева Финляндии                                                                        |
| Эд Стобарт       | Дизентерия, панк                                                                                  |
| Гедрен Хеллер    | подруга Дизентерии                                                                                |
| Рудольф Уокер    | Муламбон, король Замбези                                                                          |
| Джеймс Вильерс   | Джеффри Хэйл, премьер-министр                                                                     |